# Golden Gala Pietro Mennea 2022
Die Golden Gala Pietro Mennea 2022 war eine Leichtathletik-Veranstaltung, die am 9. Juni im Olympiastadion der italienischen Hauptstadt Rom stattfand und Teil der Diamond League war. Es war dies das fünfte Meeting dieser Veranstaltungsreihe.

## Ergebnisse

### Männer

#### 100 m
| Platz | Athlet             | Land | Zeit (s) |
| ----- | ------------------ | ---- | -------- |
| 1     | Fred Kerley        | USA  | 09,92 SB |
| 2     | Kyree King         | USA  | 10,14    |
| 3     | Cravont Charleston | USA  | 10,17    |
| 4     | Nigel Ellis        | JAM  | 10,17    |
| 5     | Emile Erasmus      | RSA  | 10,22    |
| 6     | Chituru Ali        | ITA  | 10,25    |
| 7     | Mike Rodgers       | USA  | 10,29    |
| 8     | Isiah Young        | USA  | 10,35    |
| 8     | Lucas Ansah-Peprah | GER  | 10,39    |

Wind: −0,2 m/s

#### 400 m
| Platz | Athlet              | Land | Zeit (s) |
| ----- | ------------------- | ---- | -------- |
| 1     | Kirani James        | GRN  | 44,54    |
| 2     | Vernon Norwood      | USA  | 44,81    |
| 3     | Michael Cherry      | USA  | 45,24    |
| 4     | Lidio Féliz         | DOM  | 45,46    |
| 5     | Christopher Taylor  | JAM  | 45,47    |
| 6     | Liemarvin Bonevacia | NED  | 45,79    |
| 7     | Edoardo Scotti      | ITA  | 45,89 SB |
| 8     | Isaac Makwala       | BOT  | 45,90    |
| 9     | Ricky Petrucciani   | SUI  | 46,16 SB |

#### 5000 m
| Platz                     | Athlet                  | Land | Zeit (min)     |
| ------------------------- | ----------------------- | ---- | -------------- |
| 1                         | Nicholas Kimeli         | KEN  | 12:46,33 WL MR |
| 2                         | Jacob Krop              | KEN  | 12:46,79 PB    |
| 3                         | Yomif Kejelcha          | ETH  | 12:52,10 SB    |
| 4                         | Selemon Barega          | ETH  | 12:54,87 SB    |
| 5                         | Mohammed Ahmed          | CAN  | 12:55,84 SB    |
| 6                         | Telahun Haile Bekele    | ETH  | 12:57,18 SB    |
| 7                         | Muktar Edris            | ETH  | 12:58,63 SB    |
| 8                         | Thierry Ndikumwenayo    | BDI  | 12:59,39 NR    |
| 9                         | Levy Kibet              | KEN  | 13:01,32 PB    |
| 10                        | Milkesa Mengesha        | ETH  | 13:02,42       |
| 11                        | Yemaneberhan Crippa     | ITA  | 13:04,95 SB    |
| 12                        | Jonas Raess             | SUI  | 13:35,29 SB    |
| 13                        | Pietro Riva             | ITA  | 13:51,94       |
| 14                        | Ossama Meslek           | ITA  | 13:54,57 SB    |
|                           | Jack Rayner (Pacemaker) | AUS  | DNF            |
| Paul Robinson (Pacemaker) | IRL                     | DNF  |                |

#### 3000 m Hindernis
| Platz                         | Athlet                       | Land | Zeit (min) |
| ----------------------------- | ---------------------------- | ---- | ---------- |
| 1                             | Lamecha Girma                | ETH  | 7:59,23    |
| 2                             | Abraham Kibiwot              | KEN  | 8:06,73 SB |
| 3                             | Getnet Wale                  | ETH  | 8:06,74 SB |
| 4                             | Conseslus Kipruto            | KEN  | 8:08,76 SB |
| 5                             | Amos Serem                   | KEN  | 8:09,93 PB |
| 6                             | Ahmed Abdelwahed             | ITA  | 8:10,29 PB |
| 7                             | Osama Zoghlami               | ITA  | 8:11,00 PB |
| 8                             | Hillary Bor                  | ERI  | 8:12,19 SB |
| 9                             | Leonard Kipkemoi Bett        | KEN  | 8:12,34 SB |
| 10                            | Daniel Arce                  | ESP  | 8:14,31 PB |
| 11                            | Mohamed Amin Jhinaoui        | TUN  | 8:16,38 PB |
| 12                            | Ala Zoghlami                 | ITA  | 8:24,04 SB |
| 13                            | Yemane Haileselassie         | ERI  | 8:26,17 SB |
| 14                            | Abrham Sime                  | ETH  | 8:28,62    |
| 15                            | Louis Gilavert               | FRA  | 8:34,12 SB |
|                               | Lawrence Kipsang (Pacemaker) | KEN  | DNF        |
| Wilberforce Kones (Pacemaker) | KEN                          | DNF  |            |

#### Hochsprung
| Platz | Athlet              | Land | Höhe (m) |
| ----- | ------------------- | ---- | -------- |
| 1     | JuVaughn Harrison   | USA  | 2,27 SB  |
| 2     | Norbert Kobielski   | POL  | 2,27 SB  |
| 3     | Gianmarco Tamberi   | ITA  | 2,24     |
| 4     | Andrij Prozenko     | UKR  | 2,24 SB  |
| 4     | Brandon Starc       | AUS  | 2,24 SB  |
| 6     | Marco Fassinotti    | ITA  | 2,20     |
| 7     | Yonathan Kapitolnik | ISR  | 2,20     |
| 8     | Django Lovett       | CAN  | 2,15     |
| 9     | Loïc Gasch          | SUI  | 2,15     |

#### Kugelstoßen
| Platz | Athlet            | Land | Weite (m) |
| ----- | ----------------- | ---- | --------- |
| 1     | Joe Kovacs        | USA  | 21,85     |
| 2     | Filip Mihaljević  | CRO  | 21,18 SB  |
| 3     | Konrad Bukowiecki | POL  | 21,18     |
| 4     | Darlan Romani     | BRA  | 21,15     |
| 5     | Armin Sinančević  | SRB  | 20,96     |
| 6     | Nick Ponzio       | ITA  | 20,59     |
| 7     | Michał Haratyk    | POL  | 20,23     |
| 8     | David Storl       | GER  | 20,10     |
| 9     | Leonardo Fabbri   | ITA  | 19,95 SB  |

#### Diskuswurf
| Platz | Athlet              | Land | Weite (m) |
| ----- | ------------------- | ---- | --------- |
| 1     | Kristjan Čeh        | SVN  | 70,72 MR  |
| 2     | Lukas Weißhaidinger | AUT  | 68,30     |
| 3     | Daniel Ståhl        | SWE  | 65,87     |
| 4     | Andrius Gudžius     | LTU  | 65,82     |
| 5     | Lawrence Okoye      | GBR  | 64,72     |
| 6     | Sam Mattis          | USA  | 63,93     |
| 7     | Simon Pettersson    | SWE  | 63,73     |
| 8     | Matthew Denny       | AUS  | 63,53     |
| 9     | Giovanni Faloci     | ITA  | 55,80     |

### Frauen

#### 200 m
| Platz | Athletin              | Land | Zeit (s)    |
| ----- | --------------------- | ---- | ----------- |
| 1     | Shericka Jackson      | JAM  | 21,91 MR SB |
| 2     | Elaine Thompson-Herah | JAM  | 22,25 SB    |
| 3     | Dina Asher-Smith      | GBR  | 22,27 SB    |
| 4     | Shaunae Miller-Uibo   | BAH  | 22,48 SB    |
| 5     | Marie-Josée Ta Lou    | CIV  | 22,77       |
| 6     | Mujinga Kambundji     | SUI  | 22,80 SB    |
| 7     | Allyson Felix         | USA  | 22,97       |
| 8     | Dalia Kaddari         | ITA  | 23,29       |
| 9     | Beth Dobbin           | GBR  | 23,36       |

Wind: +1,3 m/s

#### 800 m
| Platz | Athletin                    | Land | Zeit (min) |
| ----- | --------------------------- | ---- | ---------- |
| 1     | Athing Mu                   | USA  | 1:57,01 WL |
| 2     | Rénelle Lamote              | FRA  | 1:58,48 SB |
| 3     | Elena Bellò                 | ITA  | 1:58,97 PB |
| 4     | Mary Moraa                  | KEN  | 1:59,26    |
| 5     | Freweyni Hailu              | ETH  | 1:59,39 SB |
| 6     | Natoya Goule                | JAM  | 1:59,54    |
| 7     | Catriona Bisset             | AUS  | 1:59,73 SB |
| 8     | Lindsey Butterworth         | CAN  | 1:59,93    |
| 9     | Jemma Reekie                | GBR  | 2:00,28    |
| 10    | Halimah Nakaayi             | UGA  | 2:00,15    |
| 11    | Rose Mary Almanza           | CUB  | 2:02,40    |
|       | Aneta Lemiesz (Pacemakerin) | POL  | DNF        |

#### 1500 m
| Platz | Athletin                    | Land | Zeit (min) |
| ----- | --------------------------- | ---- | ---------- |
| 1     | Hirut Meshesha              | ETH  | 4:03,79    |
| 2     | Axumawit Embaye             | ETH  | 4:04,53    |
| 3     | Laura Muir                  | GBR  | 4:04,93    |
| 4     | Ciara Mageean               | IRL  | 4:05,44 SB |
| 5     | Cory McGee                  | USA  | 4:05,69    |
| 6     | Gaia Sabbatini              | ITA  | 4:05,82    |
| 7     | Karoline Bjerkeli Grøvdal   | NOR  | 4:05,83 SB |
| 8     | Federica Del Buono          | ITA  | 4:06,16    |
| 9     | Winnie Nanyondo             | UGA  | 4:06,17    |
| 10    | Helen Schlachtenhaufen      | USA  | 4:06,94    |
| 11    | Hanna Klein                 | GER  | 4:07,21 SB |
| 12    | Habitam Alemu               | ETH  | 4:07,43    |
| 13    | Ludovica Cavalli            | ITA  | 4:08,39    |
| 14    | Marta Pérez                 | ITA  | 4:08,72    |
|       | Ellie Sanford (Pacemakerin) | AUS  | DNF        |

#### 100 m Hürden
| Platz | Athletin              | Land | Zeit (s)    |
| ----- | --------------------- | ---- | ----------- |
| 1     | Jasmine Camacho-Quinn | PUR  | 12,37 WL MR |
| 2     | Britany Anderson      | JAM  | 12,50 SB    |
| 3     | Nia Ali               | USA  | 12,71       |
| 4     | Pia Skrzyszowska      | POL  | 12,74       |
| 5     | Danielle Williams     | JAM  | 12,90       |
| 6     | Nadine Visser         | NED  | 12,98       |
| 7     | Megan Tapper          | JAM  | 13,08       |
| 8     | Luminosa Bogliolo     | ITA  | 13,10       |
| 9     | Elisa Di Lazzaro      | ITA  | 13,10 SB    |

Wind: +0,1 m/s

#### 400 m Hürden
| Platz | Athletin            | Land | Zeit (s) |
| ----- | ------------------- | ---- | -------- |
| 1     | Femke Bol           | NED  | 53,02 SB |
| 2     | Janieve Russell     | JAM  | 54,18    |
| 3     | Anna Ryschykowa     | UKR  | 54,50 SB |
| 4     | Lina Nielsen        | GBR  | 54,73 SB |
| 5     | Rushell Clayton     | JAM  | 54,80 SB |
| 6     | Ayomide Folorunso   | ITA  | 54,84 SB |
| 7     | Wiktorija Tkatschuk | ITA  | 55,37    |
| 8     | Linda Olivieri      | ITA  | 56,25    |
| 9     | Yasmin Giger        | SUI  | 56,52 SB |

#### Stabhochsprung
| Platz | Athletin           | Land | Höhe (m) |
| ----- | ------------------ | ---- | -------- |
| 1     | Sandi Morris       | USA  | 4,81 WL  |
| 2     | Holly Bradshaw     | GBR  | 4,60 =SB |
| 2     | Roberta Bruni      | ITA  | 4,60 =SB |
| 4     | Katie Nageotte     | USA  | 4,60 SB  |
| 4     | Tina Šutej         | SVN  | 4,60     |
| 6     | Katerina Stefanidi | GRC  | 4,50     |
| 7     | Robeilys Peinado   | VEN  | 4,40 SB  |
| 8     | Elisa Molinarolo   | ITA  | 4,40     |
|       | Angelica Moser     | SUI  | NM       |

#### Weitsprung
| Platz | Athletin                | Land | Weite (m) |
| ----- | ----------------------- | ---- | --------- |
| 1     | Maryna Bech-Romantschuk | UKR  | 6,85 SB   |
| 2     | Malaika Mihambo         | GER  | 6,79      |
| 3     | Quanesha Burks          | USA  | 6,77 SB   |
| 4     | Milica Gardašević       | SRB  | 6,71      |
| 5     | Christabel Nettey       | CAN  | 6,69      |
| 6     | Khaddi Sagnia           | SWE  | 6,66      |
| 7     | Jazmin Sawyers          | GBR  | 6,61      |
| 8     | Larissa Iapichino       | ITA  | 6,55      |
| 9     | Chantel Malone          | IVB  | 6,29      |